# 南潭南星
南潭南星（学名：Arisaema nangtciangense）为天南星科天南星属下的一个种。

## 扩展阅读
- 維基物種上的相關：南潭南星